# 中都唐榮磚窯廠
22°38′31″N 120°17′04″E / 22.6418715726752°N 120.284501381626°E
中都唐榮磚窯廠，是位於臺灣高雄市三民區愛河旁，前身為「台灣煉瓦會社打狗工場」的產業建築，先於民國九十二年（2003年）4月16日公告為高雄市市定古蹟，後於民國九十四年（2005年）3月11日公告為國定古蹟，此外在工廠東北方的倒焰窯則在民國九十三年（2004年）2月25日被公告為歷史建築。另外在附近還有一間紅磚辦公室。

## 歷史

### 日治時期
明治三十二年（1899年），日本企業家鮫島盛於打狗（高雄）三塊厝以15000日圓創辦了「鮫島煉瓦工場」。該工廠是高雄第一間磚窯，設有三座傳統的「目仔窯」。工廠設在這裡，除了能獲得愛河沿岸的黏土來製磚外，也能從鄰近的柴山取得燒製磚塊所需的木材。而由於工廠需要大量的人力，所以吸引了不少來自澎湖與今臺南市北門區的移民，進而使得該區繁盛起來。
大正二年（1913年），後宮信太郎在臺北成立「台灣煉瓦株式會社」，開始整併臺灣各地的磚窯廠，而鮫島煉瓦工場亦被整合進台灣煉瓦株式會社打狗工場中。七年後（1920年）因打狗改名為「高雄」，所以工廠也改名為「高雄磚場」。之後由於生產上的需求，所以從稱為「蒸籠窯」的一號窯開始增建了六座八卦窯。據載在昭和十年（1935年）左右，當時此處是高雄州規模與產能最大的磚廠，南臺灣重要建築所用的磚頭幾乎都由此處供應。

### 戰後時期
二次大戰結束後，此處被臺灣省行政長官公署工礦處接管，劃分進紡織、玻璃、窯業等十二單位中；後來民國三十六年（1947年）時這十二單位又合為工礦總公司，而此工廠也改為「工礦公司高雄磚廠」。之後民國四十六年（1957年）磚廠被唐榮鐵工廠買下，成立「唐榮鐵工廠股份有限公司高雄磚廠」；但三年後唐榮鐵工廠發生財務危機，由經濟部處理善後，於民國五十一年（1962年）宣告唐榮鐵工廠屬於公營事業。而從民國五十四年（1965年）開始，唐榮鐵工廠自行研發以日本時代留下來的八卦窯燒製的耐火磚，供此時迅速發展的高雄鋼鐵業各廠使用。但隨著成本提高、競爭激烈等因素，唐榮鐵工廠拆除了一號、二號與六號的八卦窯，請外國技師先後興建了三座倒焰窯（Down-draft kiln）。倒焰窯完成後，所出產的耐火材料不僅可供唐榮本身使用，還可賣給臺糖等工廠使用，帶來了不少收入。後來工廠在民國六十九年改名為「唐榮耐火材料廠」，四年後因唐榮鐵工廠精簡公司組織而併入不鏽鋼廠中，但依然生產耐火材料。
但由於後來磚材的需求降低、環保意識提升與工資高漲等因素，磚窯廠於民國七十四年（1985年）停止生產，但辦公室仍使用到民國九十一年（2002年）8月員工才撤離。2007年，中都唐榮磚窯廠曾作為影視作品《穿牆人》拍攝取景的地點。

## 建築配置
中都唐榮磚窯廠由數個時期的建築所組成，日治時期的廠區共有六座霍夫曼窯，且場內還有自三塊厝車站延伸，途經當時的大江組灰窯、東洋製罐株式會社、打狗酒精株式會社等工廠直至今高雄中都橋東邊橋頭為止的工業專用鐵路「煉瓦會社線」，此外還有供牛車從凹子底搬運製磚原料的輕軌:20。而在磚窯的北邊則是生產磚坯的磚造機器間，而廠區的東邊為辦公室與廠長宿舍，鐵軌以南則是員工宿舍:25。
進入民國時期後，最初因戰爭的破壞而只能使用2、3、6三座八卦窯與一部份的濕式製磚機來生產:27，之後六座窯全數陸續修復。後來1、2、6號窯拆除，改建倒焰窯，之後又加建了隧道窯。而目前的廠區主要保留的是3號八卦窯，倒焰窯與隧道窯，另外還有日治時期的辦公室。。
日治時期的紅磚辦公室為兩層樓建築，坐北朝南，空間平面成正方形，於門口處設有門廊，其上有陽臺。正面開窗四扇，東西二面則各開六扇，朝北的背面則無窗:47。

## 圖集

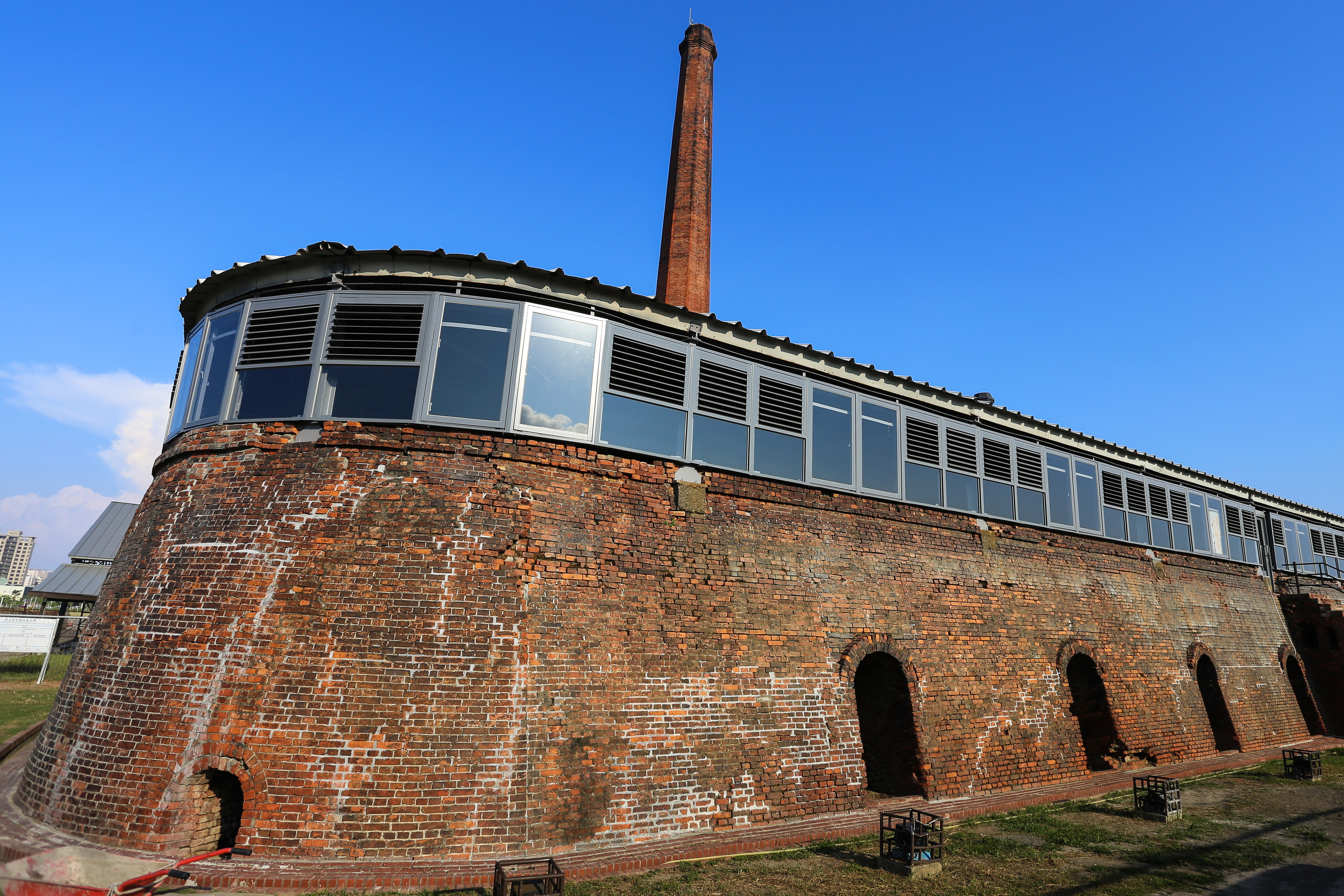
中都唐榮磚窯廠
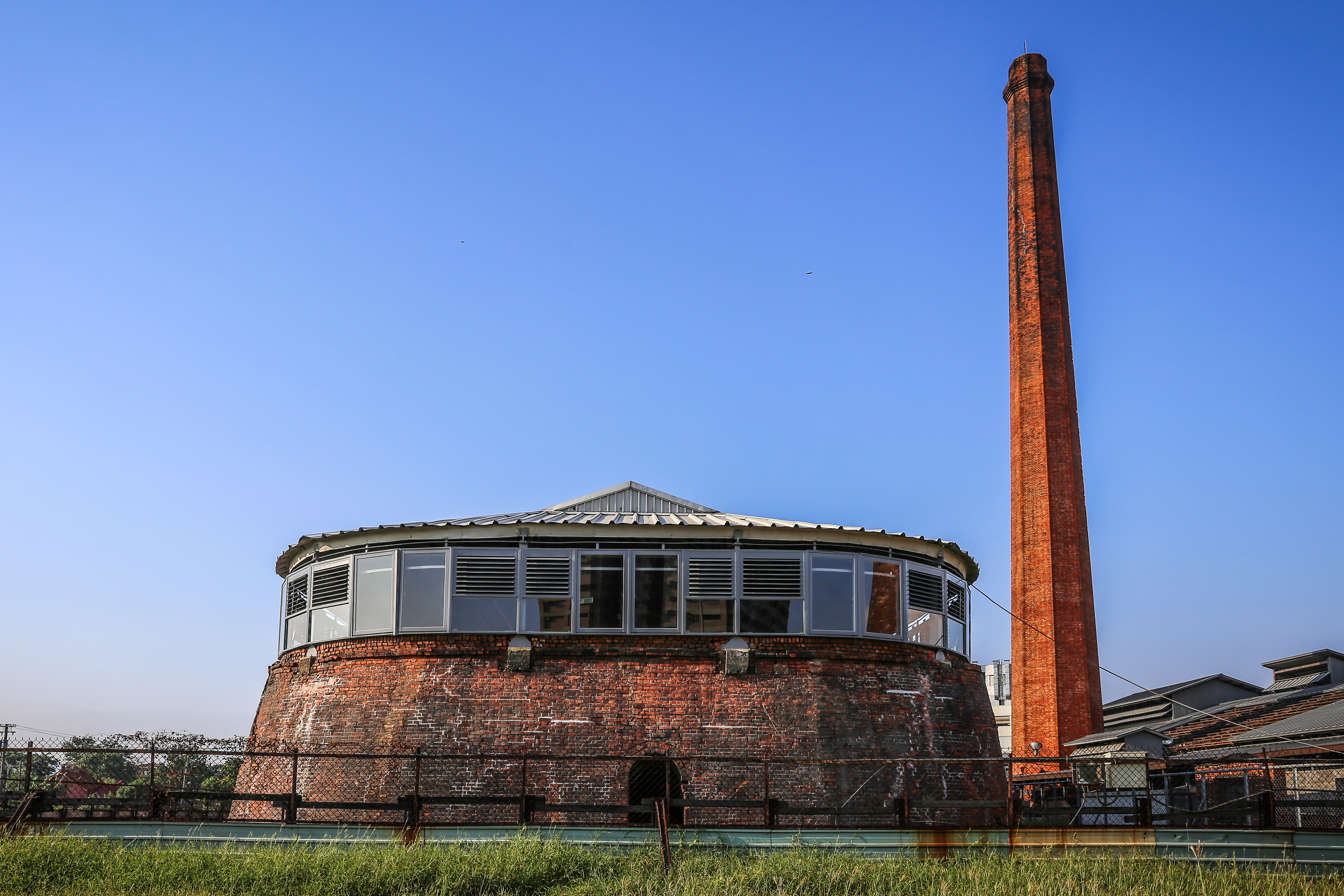
中都唐榮磚窯廠的南端外貌
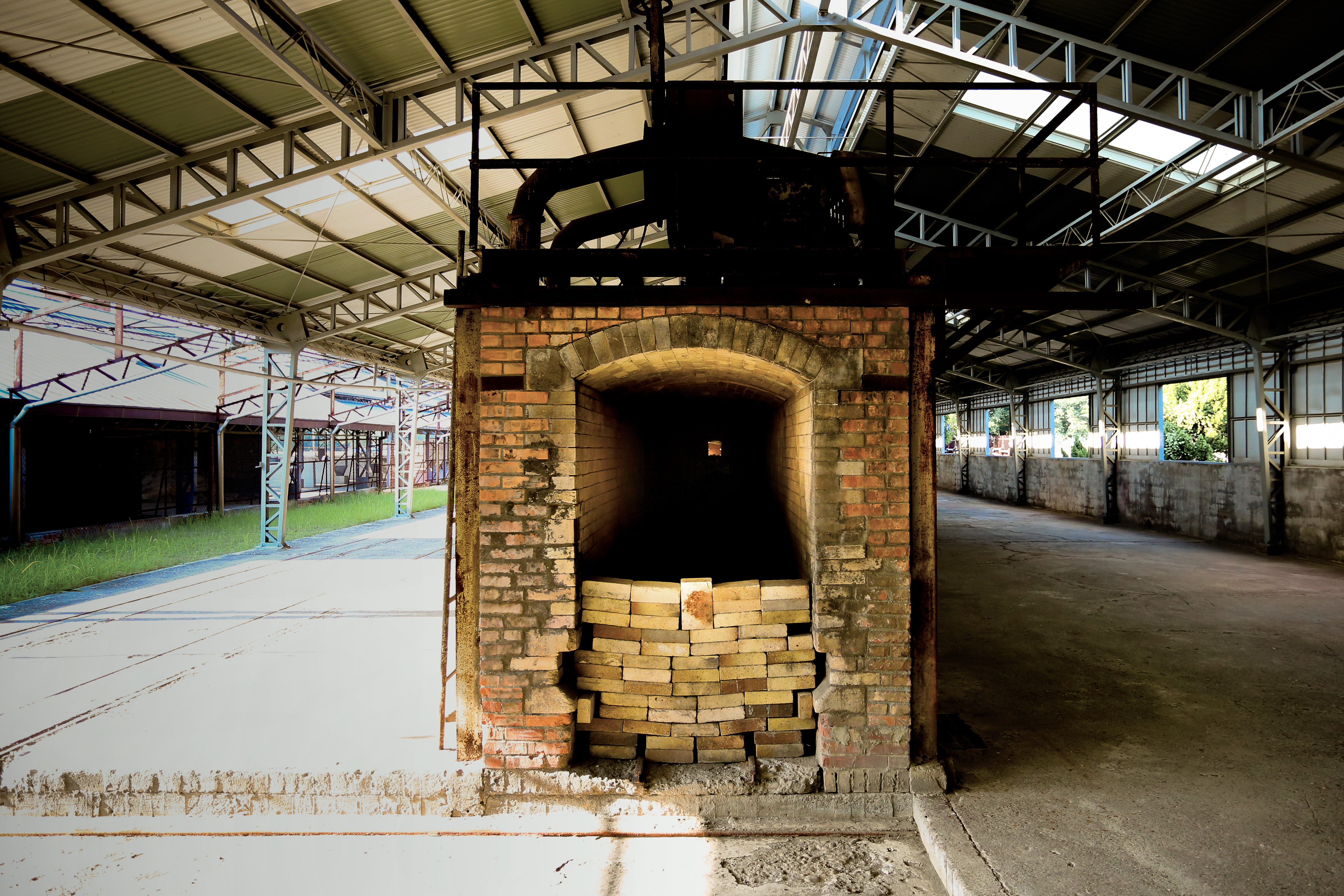
中都唐榮磚窯廠隧道窯的尾端
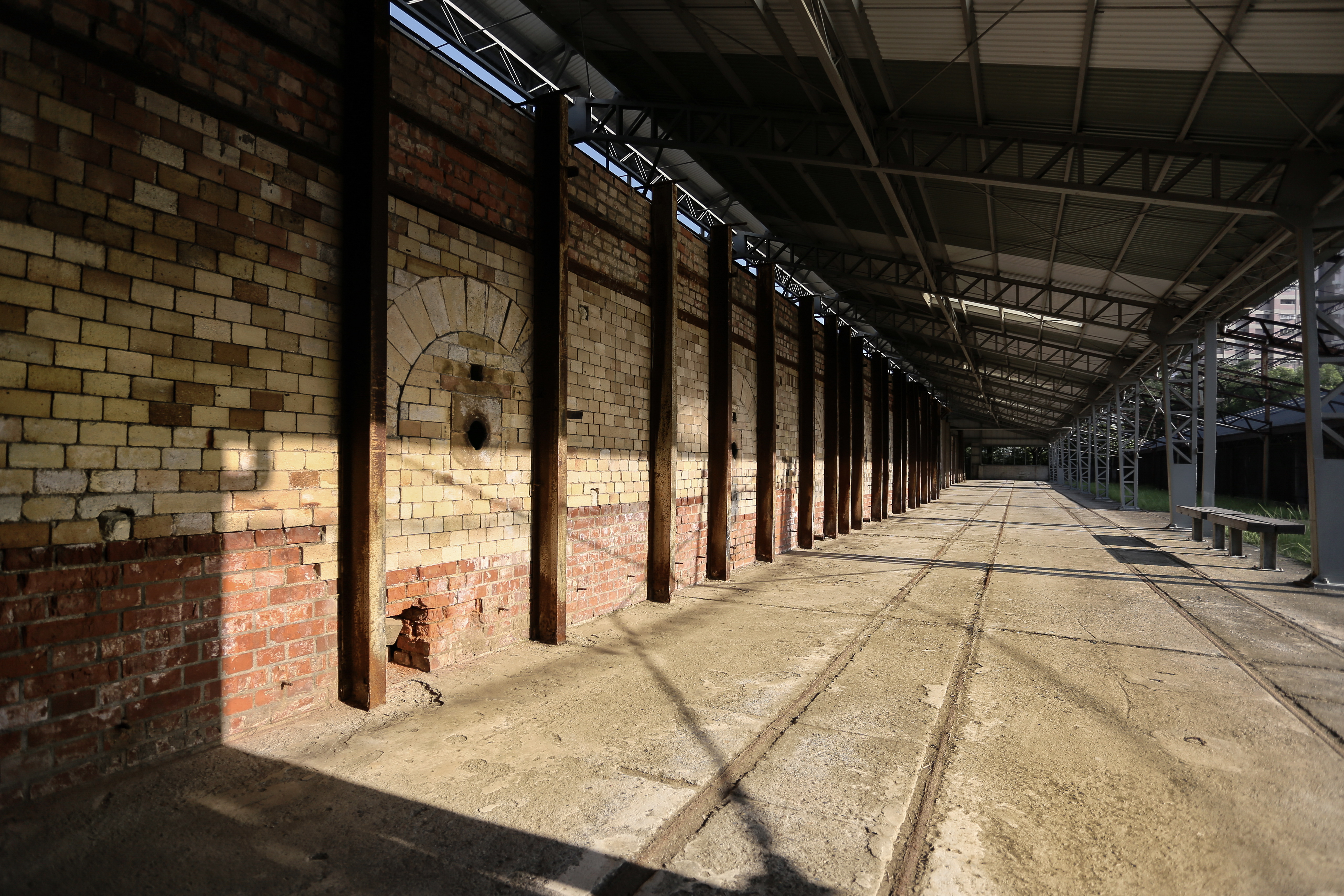
中都唐榮磚窯廠的隧道窯

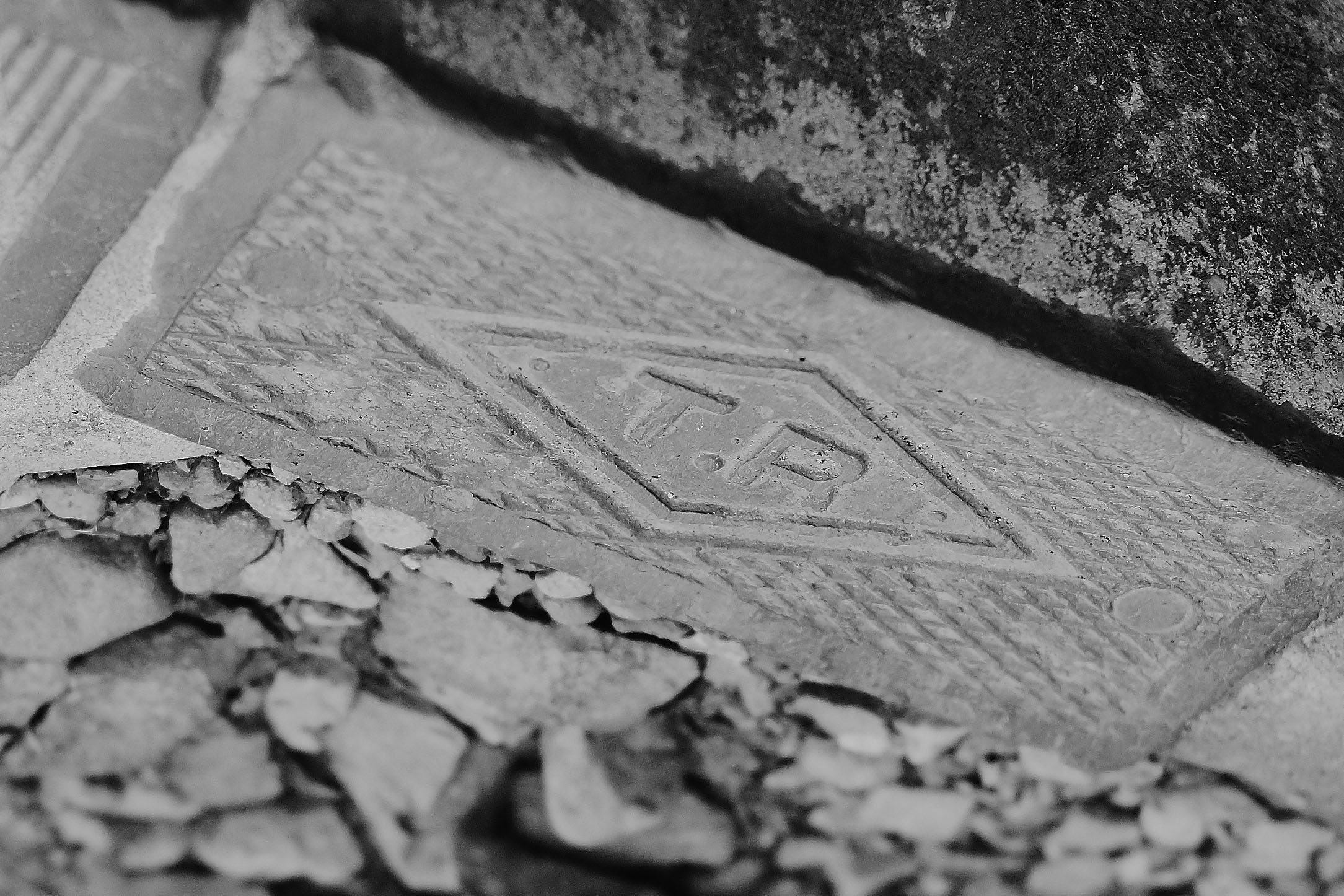
台灣煉瓦時期，磚上特有的T.R標誌
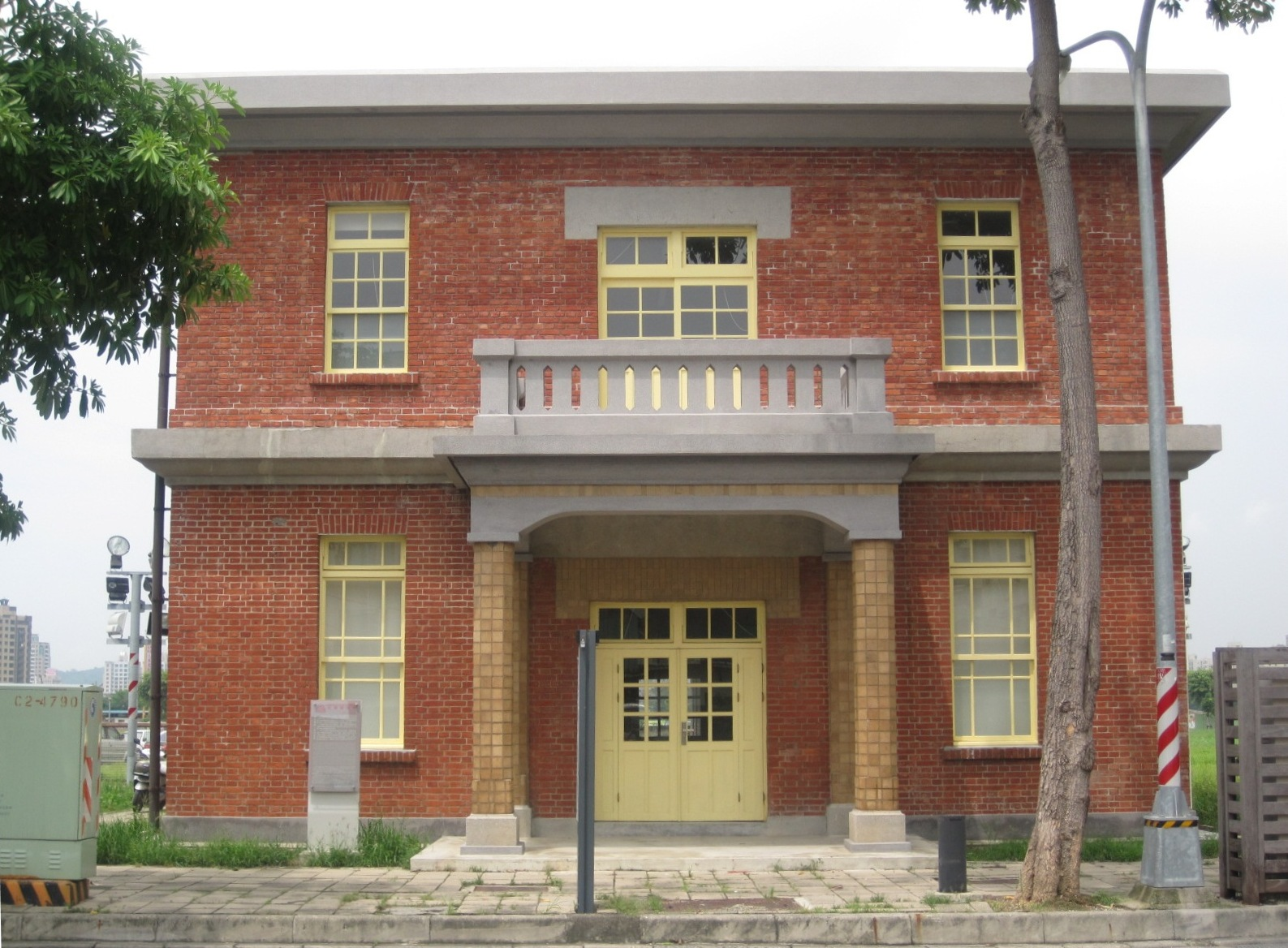
紅磚辦公室
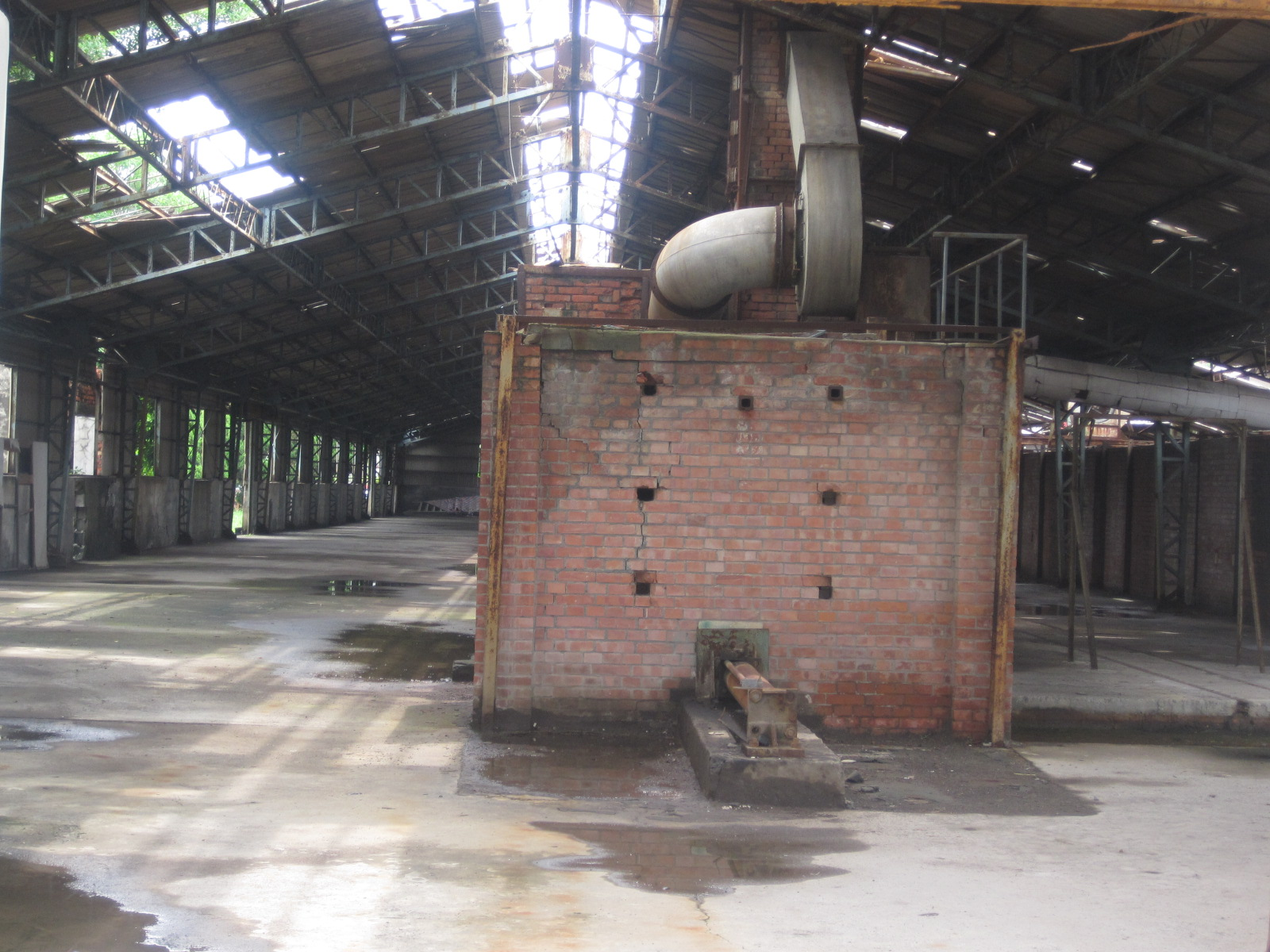
廠房內部
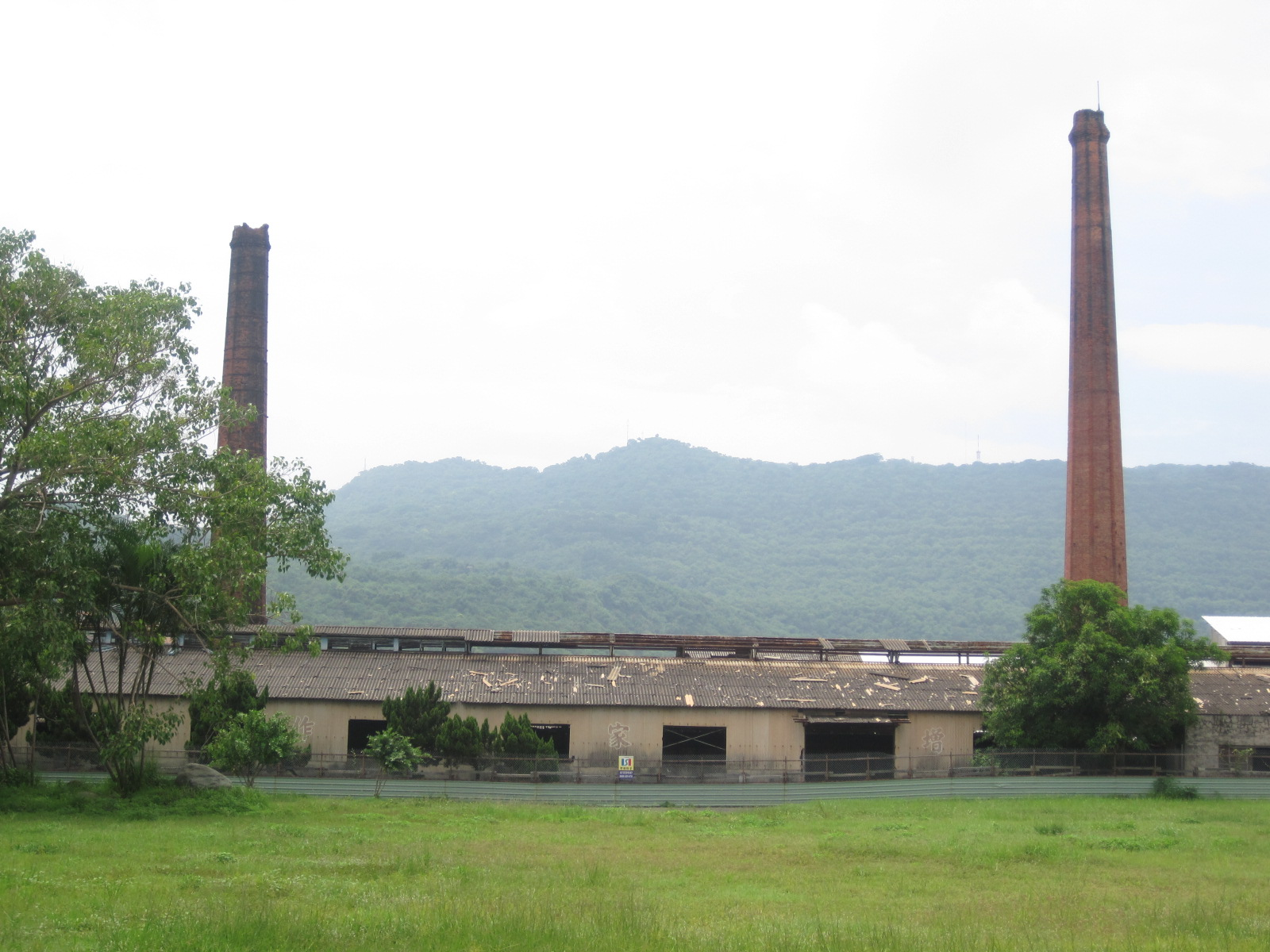
廠房側面，可看到兩根煙囪。

## 外部連結
- 台灣煉瓦會社打狗工場(中都唐榮磚窯廠)-東北角倒焰窯——高雄市政府文化局
- 台灣煉瓦會社打狗工場-中都唐榮磚窯廠——高雄市政府文化局